# Louis Renault (Jurist)
Louis Renault (* 21. Mai 1843 in Autun; † 8. Februar 1918 in Barbizon) war ein französischer Jurist. Für seine Mitwirkung bei den Haager Friedenskonferenzen erhielt er 1907 zusammen mit Ernesto Teodoro Moneta den Friedensnobelpreis.

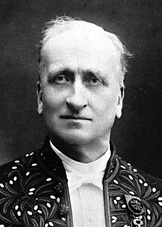
Louis Renault

## Leben und Werk
Louis Renault wurde 1843 in Autun geboren. Der Sohn eines Buchhändlers erlangte 1860 das Baccaleuréat-des-lettres der Fakultät in Dijon und studierte ab 1861 in Dijon und Paris Literatur und Jura. Von 1868 bis 1873 war Renault Dozent in Dijon und wurde 1873 an die Universität in Paris berufen. Ab 1874 unterrichtete er außerdem Völkerrecht an der neu gegründeten „École libre des sciences politiques“. Ab 1881 war er Professor für Völkerrecht und veröffentlichte in dieser Position eine Reihe von wissenschaftlichen Schriften und Lehrbüchern.
Bereits 1875 wurde Renault Mitglied des Institut de Droit international, wo 1890 ein Posten als Rechtsberater für internationale Rechtsfragen geschaffen wurde. Renault wurde mit dieser Aufgabe betraut und wirkte im Namen der französischen Regierung bei internationalen Konferenzen mit. Von 1880 bis 1901 war er außerdem Herausgeber der „Diplomatischen Archive“ und ab 1901 Mitglied am Institut de France in der Akademie für Moralische und Politische Wissenschaften. 1902 wurde er zum Bevollmächtigten des französischen Außenministers.
Renault war maßgeblich an den Haager Friedenskonferenzen 1899 und 1907 beteiligt, die in der Haager Landkriegsordnung gipfelten. Er wirkte hier als Kommissionsmitglied und als Berichterstatter der französischen Delegation. Daneben beschäftigte er sich auf beiden Konferenzen mit einer Reihe von Sachfragen, darunter die Anwendung der ersten Genfer Konvention bei einem Seekrieg, die Einrichtung eines internationalen Prisenhofes und die Ausarbeitung der Rechte und Pflichten von Neutralen bei einem Seekrieg. Nach dem Ausbruch des Ersten Weltkrieges kritisierte er die Verletzung der Landkriegsordnung und stellte diese rechtlich dar. Hoch dekoriert als Mitglied der Ehrenlegion und der französischen Akademie der Wissenschaften sowie als Ehrenmitglied der Amerikanischen Gesellschaft für internationales Recht setzte er seine Lehrtätigkeit bis kurz vor seinem Tod fort. 1909 wurde er zum korrespondierenden Mitglied der British Academy sowie zum assoziierten Mitglied der Académie royale des Sciences, des Lettres et des Beaux-Arts de Belgique gewählt. Er starb 1918 in seinem Landhaus nach einer Vorlesung in Paris.